# NGC 3170
NGC 3170 é uma estrela dupla na direção da constelação de Ursa Major. O objeto foi descoberto pelo astrônomo John Herschel em 1828, usando um telescópio refletor com abertura de 18,6 polegadas. 